# Printer Command Language
PCL (ang. Printer Command Language) – język obsługi drukarek laserowych i drukarek atramentowych opracowanych przez firmę Hewlett-Packard.

## Historia
- PCL1 opracowano w latach 1970–1980, po raz pierwszy został użyty w drukarce HP ThinkJet 2225, obejmował podstawowe komendy do drukowania tekstu.
- PCL1+ został wydany z drukarką HP QuietJet 2227.
- PCL2 dodano funkcjonalność nazwaną jako Electronic Data Processing/Transaction.
- PCL3 został zaprezentowany w 1984 w drukarkach HP LaserJet, dodano bitmapowe czcionki oraz funkcje drukowania grafiki.
- PCL4 zaprezentowano w 1985 w drukarce HP LaserJet II, rozszerzając język o makra, większą liczbę czcionek oraz funkcje do tworzenia rozbudowanej grafiki. PCL4 stał się nieoficjalnym standardem przemysłowym w zakresie druku.
- PCL5 wydano w 1990 z drukarką HP LaserJet III, dodając funkcję Intellifont font scaling opracowaną przez firmę Agfa, czcionki typu outline oraz HP-GL/2 do drukowania grafiki wektorowej.
- PCL5e (PCL5 enhanced) wydano z drukarką HP LaserJet 4 w 1992 i dodano dwukierunkową komunikacją pomiędzy drukarką a komputerem oraz nowe czcionki systemu Windows.
- PCL5c dodano obsługę kolorów dla drukarek HP PaintJet 300XL oraz HP Color LaserJet w 1992 r.
- PCL6 zaprezentowano w 1995 rozszerzając język obiektowy PDL dla drukowania ze środowisk graficznych GUI, kompresję przesyłanych danych.